# Geología del área del Gran Cañón

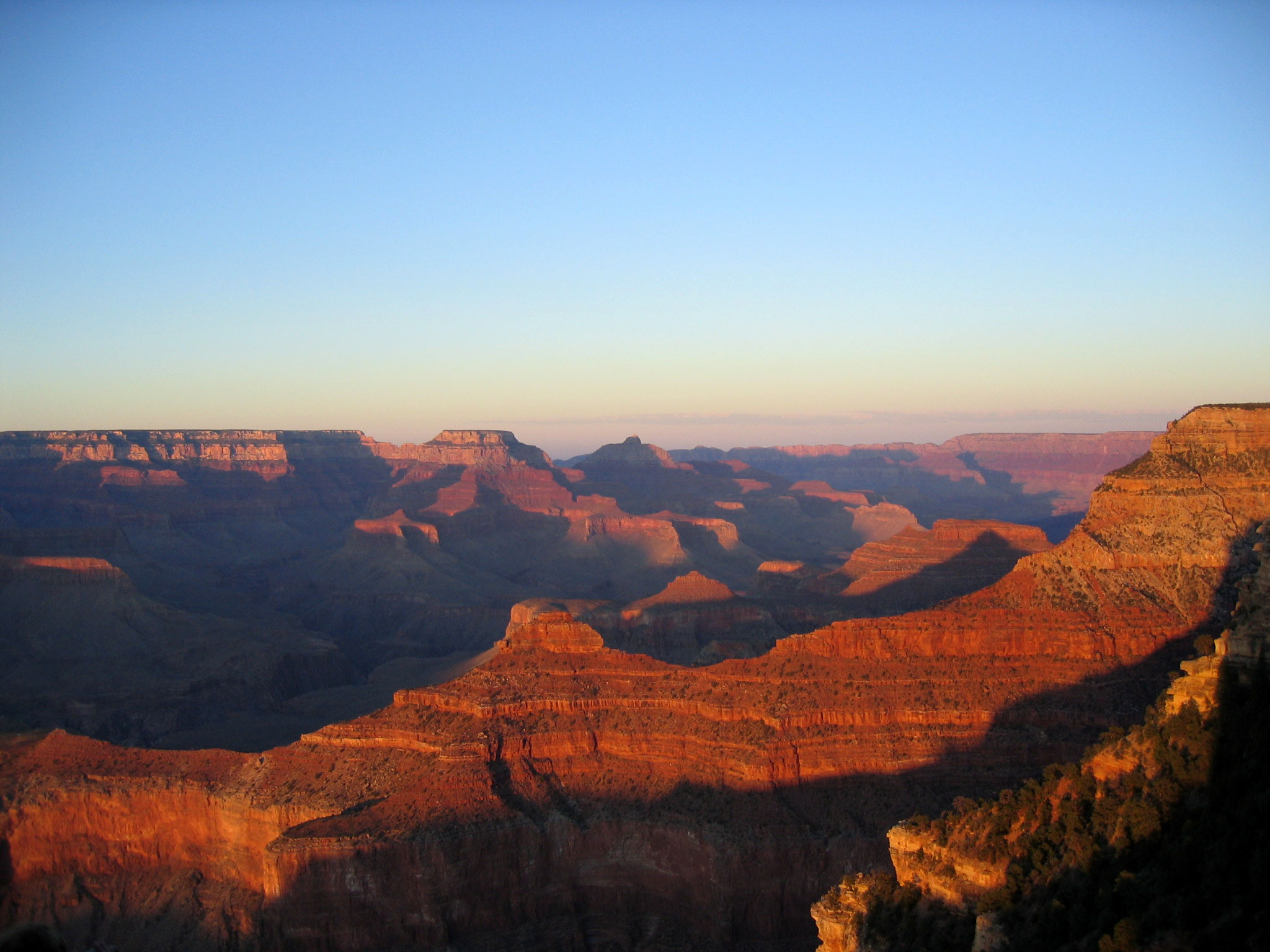
El Gran Cañón del Colorado.

La geología del Gran Cañón del Colorado y su entorno representa una de las formaciones de rocas más completas de la Tierra, siendo una demostración de un período de cerca de 2 mil millones de años de la historia geológica de la Tierra, en esa parte de América del Norte. La mayor capa de rocas sedimentarias expuestas en el Gran Cañón del Colorado y en el área aneja del parque nacional homónimo datan de entre 200 millones de años hasta 2000 millones de años de antigüedad. La mayoría se fueron acumulando en mares tibios y poco profundos y en costas cercanas desaparecidas mucho tiempo atrás. Los sedimentos marinos y terrestres están representados, incluyendo dunas de arena fosilizadas de un desierto ahora extinto.
La erección de la región comenzó cerca de 75 millones de años atrás durante el periodo orogenia Laramide, suceso creador de montañas que fue el responsable principal de crear las montañas Rocosas al este. La erección acelerada comenzó hace 17 millones de años cuando la meseta del Colorado (donde se encuentra el lugar) se estaba formando. En total, estas capas se levantaron 3.000 metros aproximadamente, lo cual permitió que se separara el río Colorado en las cuatro planicies que constituyen el área. Pero el cañón no se comenzó a formar sino hasta hace 5,3 millones de años cuando el mar de Cortés se abrió e hizo que bajara el nivel base del río (su punto más bajo) comparando con los lagos mar adentro a nivel del mar.
El clima húmedo que venía desde la era de hielo hace 2 millones de años incrementó enormemente la excavación en el Gran Cañón del Colorado, que era casi tan profundo como lo es ahora hace 1,2 millones de años. También hace aproximadamente 2 millones de años la actividad volcánica comenzó a depositar ceniza y lava en el área. Al menos 13 corrientes de lava inundaron el río Colorado, formando lagos que medían 600 metros de profundidad y 160 kilómetros de largo. Las cerca de 40 capas de rocas y 14 grandes deformaciones (brechas en el historial geológico) del cañón forman una de las series estratigráficas más estudiadas del mundo.

## Depósito de sedimentos

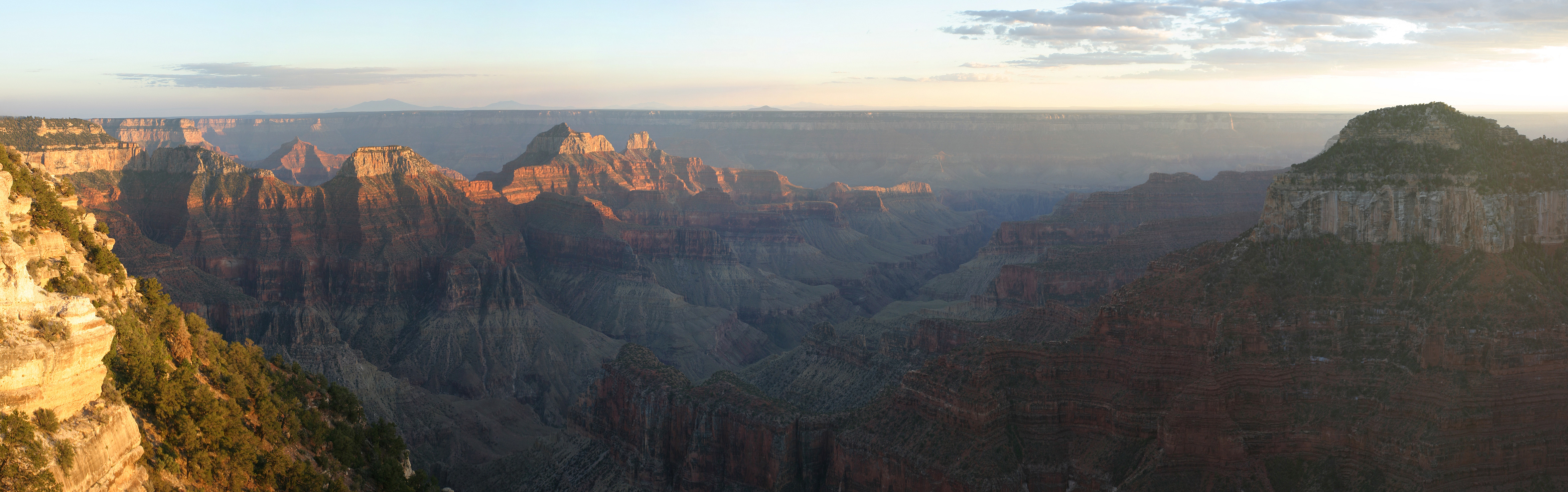
Vista de la orilla norte del Gran Cañón.

Algunos términos de importancia: Una formación geológica es una unidad rocosa que tienen una o más capas de sedimentos y un miembro es una unidad menor en una formación. Los grupos son conjuntos de formaciones que se pueden relacionar en diferentes maneras, y un supergrupo es una secuencia de grupos relacionados verticalmente y formaciones solitarias. Los varios tipos de deformaciones son brechas en el historial geológico. Dichas brechas se pueden presentar debido a una ausencia de deposición o a la subsecuente erosión que removió algunas unidades rocosas.